# Рибонуклеозид
Рибонуклеозидът е вид нуклеозид съставен от нуклеотидна база свързана с монозахарида рибоза чрез гликозидна връзка. 
Примери за рибонуклеозиди са: Аденозин, Гуанозин, 5-Метилуридин, Уридин, Цитидин.